# 恵山区
恵山区（けいざん-く）は中華人民共和国江蘇省無錫市に位置する市轄区。

## 行政区画
- 街道:堰橋街道、長安街道、銭橋街道、前洲街道、玉祁街道
- 鎮:洛社鎮、陽山鎮